# Алгабас (Кегенський район)
Алгаба́с (каз. Алғабас) — село у складі Кегенського району Алматинської області Казахстану. Входить до складу Алгабаського сільського округу.
Населення — 527 осіб (2021; 763 у 2009, 832 у 1999, 971 у 1989).